# گروه اوراسیا
گروه اوراسیا (انگلیسی: Eurasia Group) شرکت خدمات حرفه‌ای آمریکایی است، که در سال ۱۹۹۸ توسط ایان برمر تأسیس شد.
گروه اوراسیا یک شرکت مشاوره ریسک سیاسی است.